# Trường Long
Trường Long là một xã thuộc thành phố Cần Thơ, Việt Nam.

## Địa lý
Xã Trường Long  có vị trí địa lý:
- Phía đông giáp xã Tân Hòa
- Phía tây giáp xã Trường Long Tây
- Phía nam giáp xã Nhơn Ái và xã Phong Điền
- Phía bắc giáp xã Trường Thành.

Xã Trường Long có diện tích 31,01 km², dân số năm 2024 là 24.064 người, mật độ dân số đạt 776 người/km².

## Lịch sử
Năm 1965, Tỉnh ủy Cần Thơ ban hành Quyết định về việc:
- Chia xã Trường Thành thuộc huyện Ô Môn thành xã Trường Long và xã Trường Thành.
- Chuyển xã Trường Long thuộc huyện Ô Môn về cho huyện Châu Thành A quản lý.

Tháng 10 năm 1966, Tỉnh ủy Cần Thơ ban hành Quyết định về việc chia huyện Châu Thành thuộc tỉnh Cần Thơ thành huyện Châu Thành A và huyện Châu Thành B.
Cuối năm 1967, Tỉnh ủy Cần Thơ ban hành Quyết định về việc thành lập huyện Châu Thành trên cơ sở huyện Châu Thành A và huyện Châu Thành B.
Năm 1973, chia xã Trường Long thuộc huyện Châu Thành thành xã Trường Long và xã Trường Long Tây.
Ngày 20 tháng 9 năm 1975, Bộ Chính trị ban hành Nghị quyết số 245-NQ/TW về việc hợp nhất tỉnh Cần Thơ (ngoại trừ huyện Thốt Nốt), tỉnh Sóc Trăng, tỉnh Trà Vinh, tỉnh Vĩnh Long thành một tỉnh, tên gọi tỉnh mới cùng với nơi đặt tỉnh lỵ sẽ do địa phương đề nghị lên.
Ngày 20 tháng 12 năm 1975, Bộ Chính trị ban hành Nghị quyết số 19/NQ về việc hợp nhất tỉnh Cần Thơ (bao gồm cả huyện Thốt Nốt của tỉnh Long Xuyên), tỉnh Sóc Trăng thành một tỉnh mới, tên gọi tỉnh mới cùng với nơi đặt tỉnh lỵ sẽ do địa phương đề nghị lên.
Ngày 24 tháng 2 năm 1976, Chính phủ Cách mạng lâm thời Cộng hòa miền Nam Việt Nam ban hành Nghị định số 3/NQ/1976 về việc hợp nhất tỉnh Cần Thơ, tỉnh Sóc Trăng và thành phố Cần Thơ thành một tỉnh mới, lấy tên là tỉnh Hậu Giang.
Ngày 6 tháng 11 năm 2000, Chính phủ ban hành Nghị định số 64/2000/NĐ-CP về việc:
- Tái lập huyện Châu Thành A thuộc tỉnh Cần Thơ.
- Chuyển xã Trường Long thuộc huyện Châu Thành về huyện Châu Thành A mới tái lập quản lý.

Ngày 26 tháng 11 năm 2003, Quốc hội ban hành Nghị quyết số 22/2003/QH11 về việc:
- Chia tỉnh Cần Thơ thành thành phố Cần Thơ trực thuộc trung ương và tỉnh Hậu Giang.
- Chuyển xã Trường Long thuộc huyện Châu Thành A về thành phố Cần Thơ trực thuộc trung ương quản lý.

Ngày 2 tháng 1 năm 2004, Chính phủ ban hành Nghị định số 05/2004/NĐ-CP về việc:
- Thành lập huyện Phong Điền thuộc thành phố Cần Thơ.
- Chuyển xã Trường Long thuộc huyện Châu Thành A về huyện Phong Điền mới thành lập quản lý.

Ngày 12 tháng 6 năm 2025, Quốc hội ban hành Nghị quyết số 202/2025/QH15 về việc sắp xếp đơn vị hành chính cấp tỉnh (nghị quyết có hiệu lực từ ngày 12 tháng 6 năm 2025). Theo đó, sáp nhập tỉnh Hậu Giang và tỉnh Sóc Trăng vào thành phố Cần Thơ.
Ngày 16 tháng 6 năm 2025:
- Quốc hội ban hành Nghị quyết số 203/2025/QH15[10] về việc Sửa đổi, bổ sung một số điều của Hiến pháp nước Cộng hòa xã hội chủ nghĩa Việt Nam. Theo đó, kết thúc hoạt động của đơn vị hành chính cấp huyện trong cả nước từ ngày 1 tháng 7 năm 2025.
- Ủy ban Thường vụ Quốc hội ban hành Nghị quyết số 1668/NQ-UBTVQH15[11] về việc sắp xếp các đơn vị hành chính cấp xã của thành phố Cần Thơ năm 2025 (nghị quyết có hiệu lực từ ngày 16 tháng 6 năm 2025). Theo đó, thành lập xã Trường Long thuộc thành phố Cần Thơ trên cơ sở giữ nguyên toàn bộ 31,01 km² diện tích tự nhiên và quy mô dân số là 24.064 người của xã Trường Long thuộc huyện Phong Điền.

Xã Trường Long có 31,01 km² diện tích tự nhiên và quy mô dân số là 24.064 người.